# Santa Cruz Futebol Clube
El Santa Cruz Futebol Clube és un club de futbol brasiler de la ciutat de Recife a l'estat de Pernambuco.

## Història
El 3 de febrer de 1914, onze joves nois de la ciutat crearen un club de futbol. Com acostumaven a jugar a uns terrenys situats al costat de l'església de Santa Cruz, decidiren adoptar-ne el nom, primer en anglès, "'Santa Cruz Foot-Ball Club"' i posteriorment, traduït al portuguès. José Luiz Vieira fou el primer president. Inicialment, els colors del club foren el blanc i el negre. Més tard introduïren també el vermell degut al fet que la Lliga Esportiva Pernambucana no permetia la participació d'equips amb els mateixos colors i els del Santa Cruz coincidien amb els del Flamengo d'Arcoverde.. Durant aquests primers anys d'existència, el club estigué a punt de desaparèixer.
Ja, als anys vint, el futbol havia agafat força volada a la ciutat. Principalment era practicat per treballadors anglesos de les diferents companyies de Recife, i sovint els jugadors negres no eren admesos en els clubs. El Santa Cruz fou el primer club de l'estat que acceptà els afro-brasilers. Això ajudà a incrementar la popularitat del club. El 1917, el club fou acceptat a la Lliga Esportiva Pernambucana. Dos anys més tard, el club derrotà el Botafogo de Rio de Janeiro per 3-2. Era el primer cop que un club del nord derrotava a un del sud. El seu primer campionat estatal no arribà fins al 1931. A l'equip destacaven dos jugadors, Tará i Sherlock.
La millor època del club arribà durant els anys 60 i 70. El club guanyà cinc campionats consecutius entre 1969 i 1973. L'any 1975 arribà a les semifinals del campionat brasiler de futbol. A partir dels vuitanta el club declinà lleugerament, disputant sovint a la segona divisió del futbol brasiler.

## Estadi
L'estadi del Santa Cruz és Arruda, nom d'un barri de Recife. El nom oficial és Estádio José do Rego Maciel, nom d'un antic batlle de la ciutat. Popularment també es coneix com a Arrudão o Mundão do Arruda. L'any 1982 sofrí una remodelació passant dels 64.000 als 110.000 espectadors. El 1994 la capacitat fou reduïda a 60.000.

## Jugadors destacats
- Zé Bonfim.
- Tará
- Givanildo
- Fumanchu
- Levir Culpi
- Nunes
- Carlos Alberto
- Ramón
- Birigui
- Zé do Carmo
- Rivaldo
- Ricardo Rocha
- Nílson

## Palmarès
- 1 Copa Norte-Nordeste: 1997
- 1 Copa Pernambuco-Paraíba: 1961
- 1 Torneig Pernambuco-Bahia: 1961
- 23 Campionat pernambucano: 1931, 1932, 1933, 1940, 1946, 1947, 1957, 1959, 1969, 1970, 1971, 1971, 1973, 1976, 1978, 1979, 1983, 1986, 1987, 1990, 1993, 1995, 2005
- 12 Torneig d'inici: 1919, 1926, 1937, 1939, 1946, 1947, 1954, 1956, 1969, 1971, 1972, 1976
- 1 Copa Recife: 1971
- 1 Copa Refineria: 1995
- 1 Copa d'Estiu de Recife: 1997